# Liste der Monuments historiques in Lavannes
Die Liste der Monuments historiques in Lavannes führt die Monuments historiques in der französischen Gemeinde Lavannes auf.

## Liste der Immobilien
| Bezeichnung       | Beschreibung           | Standort                 | Kennzeichnung | Schutzstatus | Datum | Bild           |
| ----------------- | ---------------------- | ------------------------ | ------------- | ------------ | ----- | -------------- |
| Kirche St-Lambert | ab dem 12. Jahrhundert | Place de l’Église (Lage) | PA00078731    | Classé       | 1911  | weitere Bilder |

## Liste der Objekte
| Bezeichnung                     | Beschreibung                                                                          | Standort                        | Kennzeichnung | Schutzstatus | Datum | Bild |
| ------------------------------- | ------------------------------------------------------------------------------------- | ------------------------------- | ------------- | ------------ | ----- | ---- |
| Taufbecken                      | Stein, bezeichnet 1570                                                                | in der Kirche St-Lambert (Lage) | PM51000509    | Classé       | 1911  |      |
| Gemälde Das Fest des Belsazar   | Ölfarbe auf Leinwand, 18. Jahrhundert, Andrea del Sarto zugeschrieben                 | in der Kirche St-Lambert (Lage) | PM51001263    | Classé       | 1952  |      |
| Skulptur einer Heiligen         | Holz, farbig gefasst und vergoldet, 18. Jahrhundert                                   | in der Kirche St-Lambert (Lage) | PM51001825    | Inscrit      | 1982  |      |
| Skulptur eines Bischofs         | Holz, farbig gefasst und vergoldet, 18. Jahrhundert                                   | in der Kirche St-Lambert (Lage) | PM51001824    | Inscrit      | 1982  |      |
| Fragmente des alten Hauptaltars | Marmor, Holz, farbig gefasst, 18. Jahrhundert; während des Ersten Weltkriegs zerstört | in der Kirche St-Lambert (Lage) | PM51001826    | Inscrit      | 1982  |      |
| Skulptur Madonna mit Kind       | Holz, farbig gefasst und vergoldet, Anfang des 19. Jahrhunderts                       | in der Kirche St-Lambert (Lage) | PM51001827    | Inscrit      | 1982  |      |
| Ziborium                        | Silber, vergoldet, Ende des 18. Jahrhunderts                                          | in der Kirche St-Lambert (Lage) | PM51003690    | Inscrit      | 2017  |      |